# Marianne Philip
Marianne Philip (født 14. juli 1957) er en dansk erhvervskvinde og advokat.
Marianne Philip er på listen over Danmarks 100 mest indflydelsesrige kvinder samt formand og grundlægger af Komitéen for god fondsledelse som ligger under Erhvervsstyrelsen.
Hun er næstformand i Novo Nordisk Fonden og Bitten og Mads Clausens Fond (Danfoss Fonden). Hun besidder adskillige bestyrelsesposter og formandsposter i toppen af dansk erhvervsliv og er adjungeret professor på Copenhagen Business School.
Hun er partner i advokatfirmaet Kromann Reumert siden 1987. Uddannet advokat fra Københavns Universitet i 1980 og Duke University (USA) i 1983.

## Rollemodel og popularitet
Marianne Philip har opnået popularitet som rollemodel blandt nogle yngre kvinder, grundet hendes karriere i en branche typisk overrepræsenteret af mandlige roller.

## Indflydelse og roller i dansk erhvervsliv
Marianne Philip holder formands- og bestyrelsesposter i dansk erhvervsliv, herunder:

### Formandsposter[13]
- Formand - Komitéen for god fondsledelse
- Formand - Gerda & Victor B. Strands Fond (Toms Gruppens Fond)
- Formand - Gerda og Victor B. Strand Holding A/S
- Formand - Nordea Invest
- Formand - Copenhagen Capacity
- Formand - Fonden til Markedsføring af Erhvervsfremme i Region Hovedstaden
- Formand - Bestyrelsesforeningens Center for Cyberkompetencer A/S.
- Næstformand - Novo Nordisk Fonden
- Næstformand - Nordea Funds Oy
- Næstformand - Bitten og Mads Clausens Fond (Danfoss Fonden)
- Næstformand - Norli Pension Livsforsikring A/S
- Næstformand - Danmarks Genopretningsfond A/S
- Næstformand - BioInnovation Institute Fonden
- Næstformand - LIFE Fonden

### Bestyrelsesposter[13]
- Bestyrelsesmedlem - Kirsten og Peter Bangs Fond
- Bestyrelsesmedlem - Axcelfuture
- Bestyrelsesmedlem - Codan A/S
- Bestyrelsesmedlem - Codan Forsikring A/S
- Bestyrelsesmedlem - Brenntag Nordic A/S

## Privatliv
Marianne Philip er gift med Per Håkon Schmidt som er partner i advokatfirmaet Plesner. Hun er moder til tre børn og er bosat i Hellerup.
Sammen ejer de det franske vinslot Chateau Grand Grange i Beaujolais syd for Bourgogne som de købte i 2009.